# 815 км
 815 км  — железнодорожная будка (тип населённого пункта) в Свечинском районе Кировской области России.

## География
Расположена на западной окраине районного центра посёлка Свеча и у южной окраины деревни Ерёменки.

## История
Населённый пункт появился при строительстве железной дороги. В селении жили семьи тех, кто обслуживал железнодорожную инфраструктуру.
Известна с 1926 года как будка 1025 с 5 жителями и 1 хозяйством, в 1989 2 жителя. Настоящее название утвердилось с 1939 года.

## Население
| 2010 |
| ---- |
| 1    |

Постоянное население составляло 1 человек (русские 100 %) в 2002 году, 1 в 2010.

## Инфраструктура
Путевое хозяйство Северной железной дороги.

## Транспорт
Доступна автомобильным и железнодорожным транспортом.